# Archidiecezja Barquisimeto
Archidiecezja Barquisimeto (łac. Archidioecesis Barquisimetensis) – archidiecezja Kościoła rzymskokatolickiego w Wenezueli. Należy do metropolii Barquisimeto. W 1863 roku została erygowana diecezja Coro, która w 1869 zmieniła nazwę na Barquisimeto, zaś 30 kwietnia 1966 roku została przez papieża Pawła VI podniesiona do rangi archidiecezji na mocy konstytucji apostolskiej Sedi Apostolicae.

## Główne świątynie
- Archikatedra: Katedra Matki Boskiej z Góry Karmel w Barquisimeto
- Bazylika mniejsza: Bazylika Chrystusa Łaskawego w Barquisimeto

## Ordynariusze

### Biskupi Coro
- Victor José Díez Navarrete, 1868–1869

### Biskupi Barquisimeto
- Victor José Díez Navarrete, 1869–1893
- Gregorio Rodríguez y Obregón, 1894–1901
- Aguedo Felipe Alvarado Liscano, 1910–1926
- Enrique María Dubuc Moreno, 1926–1947
- Críspulo Benítez Fontúrvel, 1949–1966

### Arcybiskupi Barquisimeto
- Críspulo Benítez Fontúrvel, 1966–1982
- Tulio Manuel Chirivella Varela, 1982–2007
- Antonio López Castillo, 2007–2020
- Polito Rodríguez Méndez (od 2024)